# 高思宗
高 思宗（こう しそう、生没年不詳）は、東魏から北斉にかけての人物。本貫は渤海郡蓨県。高歓の祖父の弟の高稚の曾孫にあたる。

## 経歴
高雍（高陀の子）の子として生まれた。武定末年、中軍将軍・儀同三司の位を受け、兗州刺史に任じられた。上洛郡開国男に封じられた。北斉の天保元年（550年）6月、上洛郡王に封じられた。清都尹をつとめた。武平元年（570年）10月、司空に上った。太傅となり、在官のまま死去した。
子に高元海・高孝緒があった。

## 伝記資料
- 『魏書』巻32 列伝第20
- 『北斉書』巻14 列伝第6
- 『北史』巻51 列伝第39